# Oberweidbach

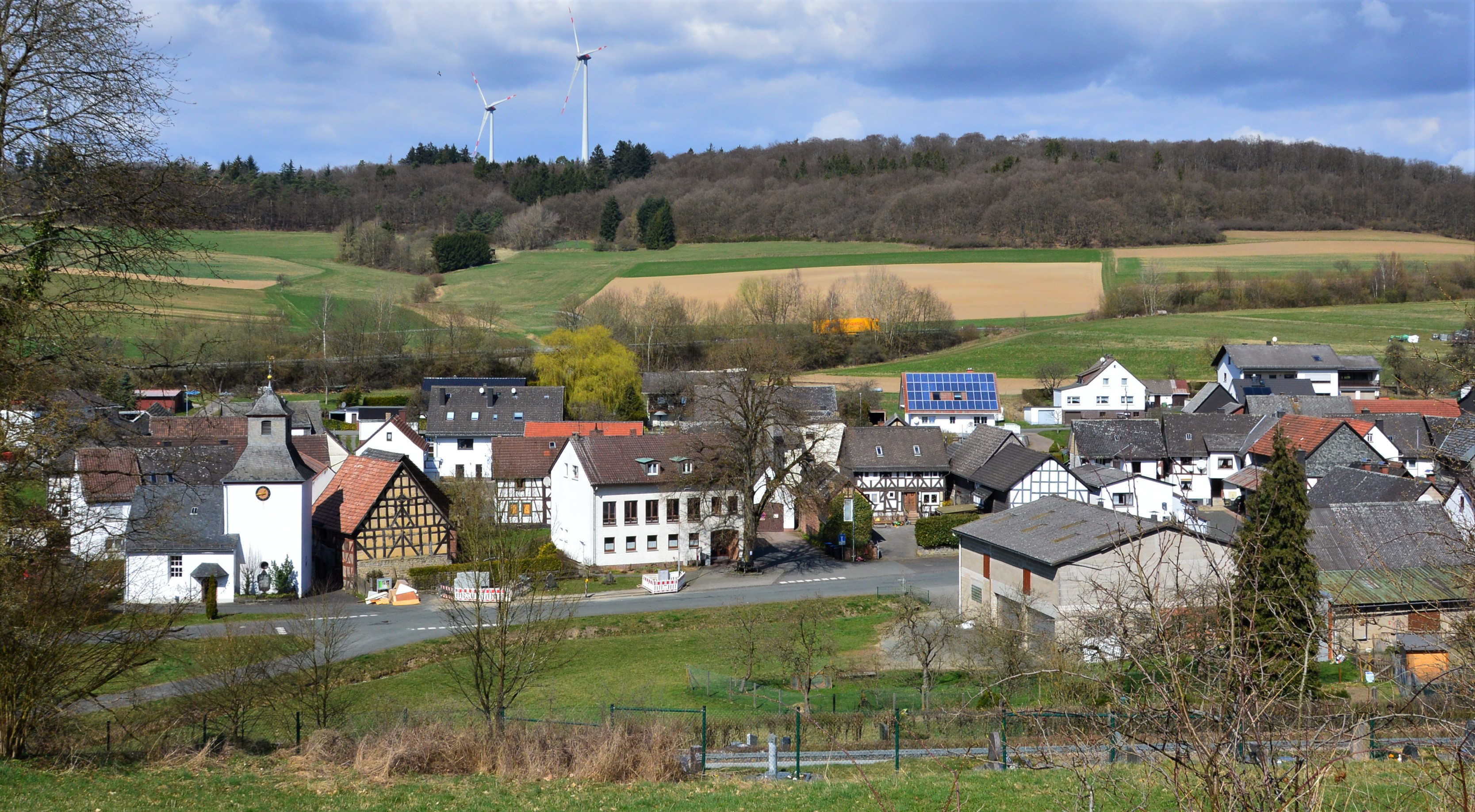
Der Ortskern von Oberweidbach mit historischer Kirche

Oberweidbach (mundartlich Uwwerwoaboch, im Ortsdialekt Owerwabach) ist der kleinste Ortsteil der Gemeinde Bischoffen im mittelhessischen Lahn-Dill-Kreis. Im alten Ortskern haben sich einige historische Fachwerkgebäude erhalten. Nach dem Zweiten Weltkrieg erfolgte eine Erweiterung des Orts nach Norden sowie um den alten Ortskern herum.

## Geographische Lage
Oberweidbach liegt im Gladenbacher Bergland an der Grenze zum Landkreis Marburg-Biedenkopf sowie der Stadt Gladenbach. Die nächsten Ortschaften sind Niederweidbach, Roßbach, Wilsbach, Rodenhausen, Weidenhausen, Bad Endbach und Günterod. Der Ortskern liegt etwa 360 Meter über NN. Etwa die Hälfte der Fläche der Gemarkung Oberweidbach ist bewaldet; sie umfasst 739 ha. Der Ort am oberen Lauf des Weidbaches wird nach Süden eingerahmt vom breiten Massiv der „Alten Berge“ (460,5 m) mit seinen drei Gipfelpunkten, dem „Schneeberg“ (440 m) im Osten, dem „Großbuch“ (450 m) im Norden und dem „Wickenberg“ (440 m) im Nordwesten. Der Wasserlauf des Weidbaches entspringt am Schneeberg und mündet nach etwa 7 km bei Ahrdt in die Aar. Er bildet einen der fünf Zuflüsse des heutigen Aartalsees.

## Geschichte
Als die Franken im 6./7. Jahrhundert ihren Siedlungsraum auch auf das Gebiet des Weidbach- und des Aartals ausweiteten, entstanden die Orte mit den Namensendungen auf -hausen, -bach, -heim und -hof. Auch die Benennung Oberweidbachs dürfte in diese Periode fallen. Die urkundliche Ersterwähnung Weidbachs findet sich im Codex Eberhardi des Mönchs Eberhard von 1160 (Staatsarchiv Marburg) unter dem Namen Weidenbach. Sie bezieht sich auf den Zeitraum zwischen 780 und 802, der Amtszeit des Bischofs Baugulf in Fulda. Eine genaue Zuordnung, ob Ober- oder Niederweidbach gemeint ist, lässt der Eintrag allerdings nicht zu. Man einigte sich 2002 trotz unterschiedlicher Ansichten in den beiden Ortschaften auf ein gemeinsames Ortsjubiläum mit einer 1200-Jahr-Feier sowie auf die Erstellung eines gemeinsamen Heimatbuchs: „802-2002 Weidbach 1200 Jahre“.
Der genaue Wortlaut der Ersterwähnung:
„...Berenwic tradidit sancto Bonifacio bona sua in villa Weidenbach, quicquid ibi proprietatis habuit in agris, pratis, pascuis, silvis, dombibus ac mancipiis et eorum prolibus...“
Die deutsche Übersetzung:
„...Berenwic übergab dem heiligen Bonifatius seine Güter im Dorf Weidenbach, was auch immer er dort an Eigentum hatte an Äckern, Wiesen, Weiden, Wäldern, Häusern, Hörigen und deren Nachkommen...“
Im Zuge der dritten fränkischen Rodungs- und Siedlungsperiode im 8. Jahrhundert begann die schrittweise Besiedlung des Talkessels im oberen Weidbachtal. Die Flurbezeichnung „Vor dem Hofacker“ deutet auf den Hof eines von der fränkischen Herrschaft Begünstigten hin, welchem hier in fruchtbarer Tallage Landbesitz zugewiesen worden war.
Nach dem Tod Kaiser Karls des Großen wurde das Fränkische Reich 843 aufgeteilt. Oberweidbach gehörte nun zum Ostfränkischen Reich (Ludwig der Deutsche). Durch Belehnung und Kauf kamen ab 1015 die Gisonen in den Besitz großer Ländereien, unter anderem auch im Weidbachtal. Als sie 1122 ausstarben, wurden sie von den Grafen von Thüringen (ab 1124 Landgrafen) beerbt, deren Machtbereich bis in den Westerwald reichte. Nach dem Tod des letzten Thüringer Landgrafen Heinrich Raspe IV. 1248 wurde durch Sophie von Brabant, der Tochter der heiligen Elisabeth von Thüringen, in Marburg das Land Hessen gegründet. 
Nach dem Aussterben der Gleiberger Grafen kam das Gebiet des oberen Aartals mit Ober- und Niederweidbach an die Grafen von Solms. Bei einer späteren Teilung 1432 kam es in den Besitz des Grafen Johann von Solms-Lich. Seit Mitte des 14. Jahrhunderts teilte sich Solms die Landesherrschaft mit Hessen. 1629 fiel Oberweidbach dann ganz an Hessen-Darmstadt.
Im 13. Jahrhundert erscheint das Ministerialengeschlecht der „Kruge von Weidbach“. Es war in Oberweidbach mit Land begütert und besaß unter anderem auch das „Lemper Gut“. Die kleine dörfliche Siedlung entwickelte sich nach und nach durch weiter hinzukommende Höfe. Ein Wehrturm, zunächst noch ohne Haube, wurde später zum Kirchturm der kleinen Dorfkirche.
Die Statistisch-topographisch-historische Beschreibung des Großherzogthums Hessen berichtet 1830 über Oberweidbach:

„Oberweidbach (L. Bez. Gladenbach) evangel. Filialdorf; liegt 1 1⁄2 St. von Gladenbach, ist durch Viehzucht Ackerbau und forstliche Nutzungen ein wohlhabendes Dorf, das 1 Kapelle, 39 Häuser und 209 evangelische Einwohner hat. ... Oberweidbach kam durch den Hauptvergleich mit Solms vom 30. Oktober 1629, in welchem die Aemter Königsberg und Hohensolms getheilt wurden, mit andern Orten ausschließend an Hessen.“

Am 15. Februar 1922 erfolgte der Anschluss Oberweidbachs an das elektrische Stromnetz. Die Wasserleitung wurde 1925 gebaut.

### Kirchenhistorie
Bis zum Jahr 1448 war Altenkirchen (Zehnt, Gerichtsort mit Kirchengericht) für alle kirchlichen Handlungen, einschließlich Taufen und Beerdigungen zuständig. Danach bis 1498 Niederweidbach mit einer kleinen Kapelle neben der heutigen Marienkirche. 
Nach Fertigstellung der eigenen Dorfkirche im Jahr 1660 bestattete man die Verstorbenen auf dem Kirchhof rings um das Gotteshaus. Als der Platz dort später nicht mehr ausreichte, legte man um 1740 einen neuen Friedhof hangseits der Flur „Gassengarten“ an. Er wurde mehrfach erweitert, zuletzt 1964. Eine neue Leichenhalle baute man in den 1990er Jahren in Eigenleistung.

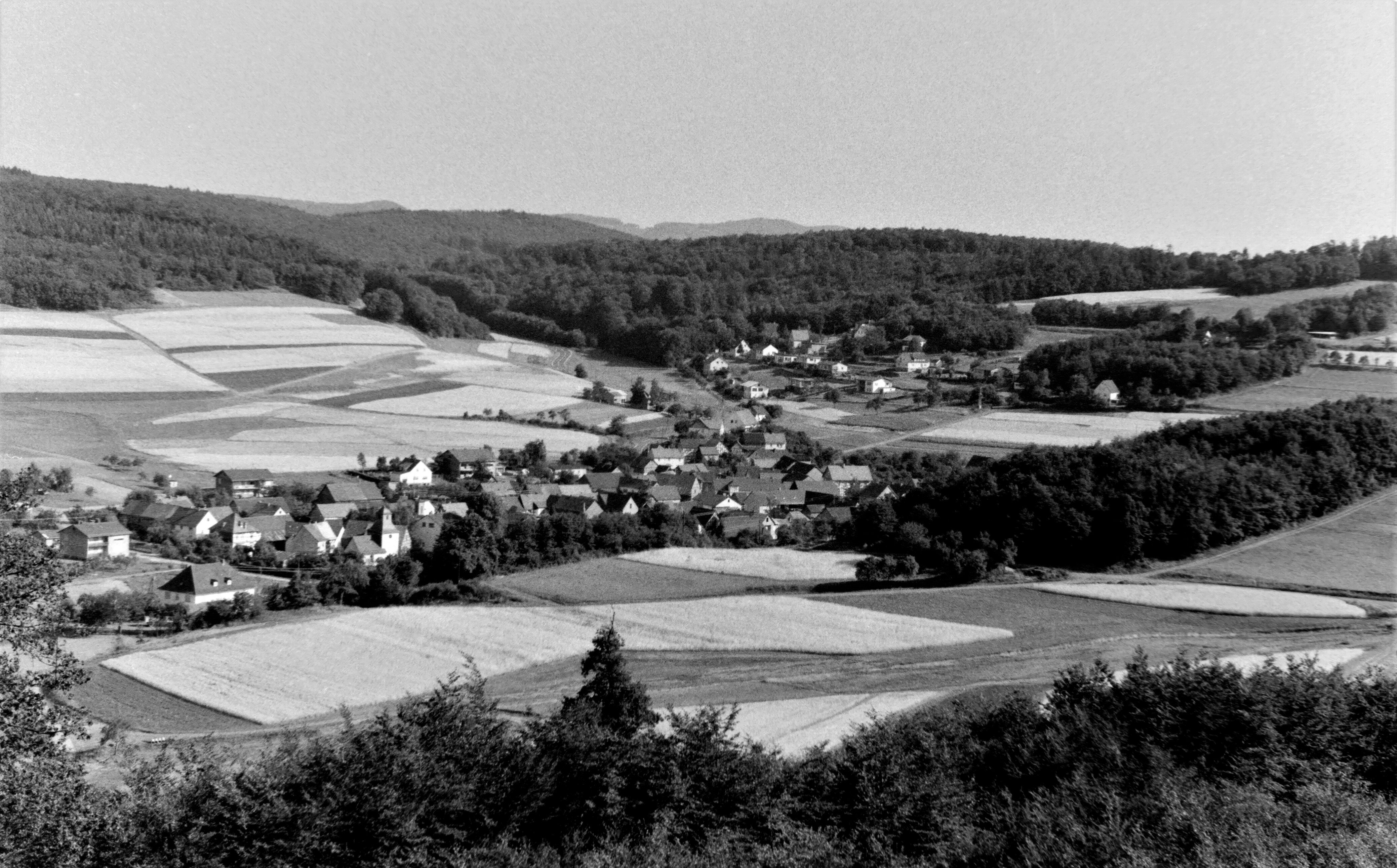
Blick auf Oberweidbach 1972

### Gebietsreform
Im Rahmen der Gebietsreform in Hessen wurden zum 1. Juli 1974 die Gemeinden Bischoffen, Niederweidbach, Oberweidbach und Wilsbach durch Landesgesetz zur neuen Großgemeinde Bischoffen zusammengeschlossen. Bereits am 1. April 1972 wurde die Gemeinde Roßbach in die Gemeinde Niederweidbach eingegliedert.
Aufgrund ihrer geographischen Lage und wirtschaftlichen Orientierung wurde die Gemeinde Bischoffen ebenfalls zum 1. Juli 1974 dem Landkreis Wetzlar zugeordnet und ging mit diesem am 1. Januar 1977 in den Lahn-Dill-Kreis über. Für alle ehemals eigenständigen Gemeinden wurden Ortsbezirke errichtet.

### Territorialgeschichte und Verwaltung im Überblick
Die folgende Liste zeigt im Überblick die Territorien, in denen Oberweidbach lag, bzw. die Verwaltungseinheiten, denen es unterstand:
- vor 1357: Heiliges Römisches Reich, Grafen von Solms
- ab 1357: Heiliges Römisches Reich, Landgrafschaft Hessen und Solms-Hohensolms gemeinschaftlich, Amt Hohensolms und Amt Königsberg
- ab 1567: Heiliges Römisches Reich, Landgrafschaft Hessen-Marburg und Solms-Hohensolms gemeinschaftlich, Amt Hohensolms und Amt Königsberg[10]
- 1604–1648: Heiliges Römisches Reich, strittig zwischen Landgrafschaft Hessen-Darmstadt und Landgrafschaft Hessen-Kassel (Hessenkrieg)
- ab 1627: Heiliges Römisches Reich, Landgrafschaft Hessen-Darmstadt, und Solms-Hohensolms gemeinschaftlich, Amt Hohensolms und Amt Königsberg
- ab 1629: Heiliges Römisches Reich, Landgrafschaft Hessen-Darmstadt (durch Abteilungsvertrag), Amt Königsberg[11]
- 1787: Heiliges Römisches Reich, Landgrafschaft Hessen-Darmstadt, Oberfürstentum Hessen, Amt Königsberg[12]
- ab 1806: Rheinbund, Großherzogtum Hessen, Oberfürstentum Hessen, Amt Königsberg[13][14]
- ab 1815: Deutscher Bund, Großherzogtum Hessen, Provinz Oberhessen, Amt Königsberg[15]
- ab 1821: Deutscher Bund, Großherzogtum Hessen, Provinz Oberhessen, Landratsbezirk Gladenbach (Trennung zwischen Justiz (Landgericht Gladenbach) und Verwaltung)
- ab 1832: Deutscher Bund, Großherzogtum Hessen, Provinz Oberhessen, Kreis Biedenkopf
- ab 1848: Deutscher Bund, Großherzogtum Hessen, Regierungsbezirk Biedenkopf
- ab 1852: Deutscher Bund, Großherzogtum Hessen, Provinz Oberhessen, Kreis Biedenkopf
- ab 1867: Norddeutscher Bund, Königreich Preußen, Provinz Hessen-Nassau,  Regierungsbezirk Wiesbaden, Kreis Biedenkopf (übergangsweise Hinterlandkreis)[11]
- ab 1871: Deutsches Reich, Königreich Preußen, Provinz Hessen-Nassau, Regierungsbezirk Wiesbaden, Kreis Biedenkopf
- ab 1918: Deutsches Reich, Freistaat Preußen, Provinz Hessen-Nassau, Regierungsbezirk Wiesbaden, Kreis Biedenkopf
- ab 1932: Deutsches Reich, Freistaat Preußen, Provinz Hessen-Nassau, Regierungsbezirk Wiesbaden, Landkreis Dillenburg
- ab 1933: Deutsches Reich, Freistaat Preußen, Provinz Hessen-Nassau, Regierungsbezirk Wiesbaden, Landkreis Biedenkopf
- ab 1944: Deutsches Reich, Freistaat Preußen, Provinz Nassau, Landkreis Biedenkopf
- ab 1945: Amerikanische Besatzungszone, Groß-Hessen, Regierungsbezirk Wiesbaden, Landkreis Biedenkopf
- ab 1949: Bundesrepublik Deutschland, Land Hessen (seit 1946), Regierungsbezirk Wiesbaden, Landkreis Biedenkopf
- ab 1968: Bundesrepublik Deutschland, Land Hessen, Regierungsbezirk Darmstadt, Landkreis Biedenkopf
- ab 1974: Bundesrepublik Deutschland, Land Hessen, Regierungsbezirk Darmstadt, Landkreis Wetzlar
- am 1. Juli 1974 entsteht die neu gebildete Gemeinde Bischoffen durch Zusammenschluss von Bischoffen, Niederweidbach, Oberweidbach und Wilsbach.
- ab 1977: Bundesrepublik Deutschland, Land Hessen, Regierungsbezirk Darmstadt, Lahn-Dill-Kreis
- ab 1981: Bundesrepublik Deutschland, Land Hessen, Regierungsbezirk Gießen, Lahn-Dill-Kreis

### Gerichte seit 1803
In der Landgrafschaft Hessen-Darmstadt wurde mit Ausführungsverordnung vom 9. Dezember 1803 das Gerichtswesen neu organisiert. Für die Provinz Oberhessen wurde das Hofgericht Gießen als Gericht der zweiten Instanz eingerichtet. Die Rechtsprechung der ersten Instanz wurde durch die Ämter bzw. Standesherren vorgenommen und somit war für Oberweidbach das „Amt Königsberg“ zuständig.
Das Hofgericht war für normale bürgerliche Streitsachen Gericht der zweiten Instanz, für standesherrliche Familienrechtssachen und Kriminalfälle die erste Instanz. Übergeordnet war das Oberappellationsgericht Darmstadt.
Mit der Gründung des Großherzogtums Hessen 1806 wurde diese Funktion beibehalten, während die Aufgaben der ersten Instanz 1821 im Rahmen der Trennung von Rechtsprechung und Verwaltung auf die neu geschaffenen Land- bzw. Stadtgerichte übergingen. „Landgericht Gladenbach“ war daher von 1821 bis 1866 die Bezeichnung für das erstinstanzliche Gericht, das für Oberweidbach zuständig war.
Nach der Abtretung des Kreises Biedenkopf an Preußen infolge des Friedensvertrags vom 3. September 1866 zwischen dem Großherzogtum Hessen und dem Königreich Preußen wurde der Landgerichtsbezirk Gladenbach preußisch. Im Juni 1867 erging eine königliche Verordnung, die die Gerichtsverfassung im vormaligen Herzogtum Nassau und den vormals zum Großherzogtum Hessen gehörenden Gebietsteilen neu ordnete. Die bisherigen Gerichtsbehörden sollten aufgehoben und durch Amtsgerichte in erster, Kreisgerichte in zweiter und ein Appellationsgericht in dritter Instanz ersetzt werden. Im Zuge dessen erfolgte am 1. September 1867 die Umbenennung des bisherigen Landgerichts in Amtsgericht Gladenbach. Die Gerichte der übergeordneten Instanzen waren das Kreisgericht Dillenburg und das Appellationsgericht Wiesbaden. Aufgrund des Gerichtsverfassungsgesetzes 1877 kam es mit Wirkung zum 1. Oktober 1879 zum Wechsel des Amtsgerichts in den Bezirk des neu errichteten Landgerichts Marburg.
Vom 1. Oktober 1944 bis 1. Januar 1949 gehörte das Amtsgericht Gladenbach zum Landgerichtsbezirk Limburg, danach aber wieder zum Landgerichtsbezirk Marburg. Am 1. Juli 1968 erfolgte die Aufhebung des Amtsgerichts Gladenbach, welches fortan nur noch als Zweigstelle des Amtsgerichts Biedenkopf fungierte. Am 1. November 2003 wurde diese Zweigstelle schließlich aufgelöst. Mit dem Wechsel von Oberweidbach 1974 in den Kreis Wetzlar erfolgte auch die Zulegung zum Bereich des Amtsgerichts Wetzlar.
Die übergeordneten Instanzen sind jetzt das Landgericht Limburg, das Oberlandesgericht Frankfurt am Main sowie der Bundesgerichtshof als letzte Instanz.

### Bevölkerung

#### Einwohnerentwicklung
Quelle: Historisches Ortslexikon
| • 1577: | 030 Hausgesesse                                                        |
| • 1677: | 020 Hausgesesse (14 Männer, 6 Witwen), 4 Beisassen, 7 Jungmannschaften |
| • 1742: | 042 Haushalte                                                          |
| • 1791: | 179 Einwohner                                                          |
| • 1800: | 168 Einwohner                                                          |
| • 1806: | 168 Einwohner, 35 Häuser                                               |
| • 1829: | 209 Einwohner, 39 Häuser                                               |

| Oberweidbach: Einwohnerzahlen von 1791 bis 2019 | Oberweidbach: Einwohnerzahlen von 1791 bis 2019 | Oberweidbach: Einwohnerzahlen von 1791 bis 2019 | Oberweidbach: Einwohnerzahlen von 1791 bis 2019 | Oberweidbach: Einwohnerzahlen von 1791 bis 2019 |
| --- | ----------------------------------------------- | ----------------------------------------------- | ----------------------------------------------- | ----------------------------------------------- |
| Jahr |                                                 |                                                 |                                                 | Einwohner                                       |
| 1791 | 1791                                            |                                                 | 179                                             | 179                                             |
| 1800 | 1800                                            |                                                 | 168                                             | 168                                             |
| 1806 | 1806                                            |                                                 | 168                                             | 168                                             |
| 1829 | 1829                                            |                                                 | 209                                             | 209                                             |
| 1834 | 1834                                            |                                                 | 199                                             | 199                                             |
| 1840 | 1840                                            |                                                 | 211                                             | 211                                             |
| 1846 | 1846                                            |                                                 | 213                                             | 213                                             |
| 1852 | 1852                                            |                                                 | 222                                             | 222                                             |
| 1858 | 1858                                            |                                                 | 210                                             | 210                                             |
| 1864 | 1864                                            |                                                 | 190                                             | 190                                             |
| 1871 | 1871                                            |                                                 | 169                                             | 169                                             |
| 1875 | 1875                                            |                                                 | 188                                             | 188                                             |
| 1885 | 1885                                            |                                                 | 184                                             | 184                                             |
| 1895 | 1895                                            |                                                 | 180                                             | 180                                             |
| 1905 | 1905                                            |                                                 | 182                                             | 182                                             |
| 1910 | 1910                                            |                                                 | 194                                             | 194                                             |
| 1925 | 1925                                            |                                                 | 192                                             | 192                                             |
| 1939 | 1939                                            |                                                 | 201                                             | 201                                             |
| 1946 | 1946                                            |                                                 | 298                                             | 298                                             |
| 1950 | 1950                                            |                                                 | 312                                             | 312                                             |
| 1956 | 1956                                            |                                                 | 266                                             | 266                                             |
| 1961 | 1961                                            |                                                 | 260                                             | 260                                             |
| 1967 | 1967                                            |                                                 | 266                                             | 266                                             |
| 1970 | 1970                                            |                                                 | 277                                             | 277                                             |
| 1980 | 1980                                            |                                                 | ?                                               | ?                                               |
| 1990 | 1990                                            |                                                 | ?                                               | ?                                               |
| 2000 | 2000                                            |                                                 | ?                                               | ?                                               |
| 2011 | 2011                                            |                                                 | 255                                             | 255                                             |
| 2015 | 2015                                            |                                                 | 255                                             | 255                                             |
| 2019 | 2019                                            |                                                 | 257                                             | 257                                             |
| Datenquelle: Historisches Gemeindeverzeichnis für Hessen: Die Bevölkerung der Gemeinden 1834 bis 1967. Wiesbaden: Hessisches Statistisches Landesamt, 1968. Weitere Quellen: ; 2015: web archiv ;Zensus 2011 |                                                 |                                                 |                                                 |                                                 |

#### Religionszugehörigkeit
| 1828: | 209 evangelische Einwohner                                                 |
| 1885: | 184 evangelische (= 100 %) Einwohner                                       |
| 1961: | 209 evangelische (= 80,38 %), 48 römisch-katholische (= 18,46 %) Einwohner |

## Politik

### Ortsbeirat
Oberweidbach verfügt über einen dreiköpfigen Ortsbeirat mit Ortsvorsteher. Nach den Kommunalwahlen in Hessen 2016 ist die Ortsvorsteherin Margot Lipp.

### Wappen
Am 7. Mai 1956 genehmigte der Hessische Minister des Innern das Wappen mit folgender Beschreibung:
| Wappen von Oberweidbach | Blasonierung: „In Blau ein silberner schräglinker Wellenbalken, oben beseitet von einem goldenen Weidenzweig.“                                |
| Wappen von Oberweidbach | Wappenbegründung: Der Wellenbalken versinnbildlicht als redendes Element die Silbe „-bach“ des Ortsnamens; der Weidenzweig die Silbe „-weid“. |

## Kultur und Sehenswürdigkeiten

### Vereine
In Oberweidbach gibt es einige Traditionen, die nach wie vor gepflegt werden. Es sind fünf Vereine im Ort ansässig:
- Verein der Freiwilligen Feuerwehr Oberweidbach
- Landfrauen Oberweidbach
- Burschenschaft Oberweidbach
- LAN-Clan
- Dance Aerobic Club

### Kulturdenkmäler
siehe
- Liste der Kulturdenkmäler in Oberweidbach
- Evangelische Kirche (Oberweidbach)

## Wirtschaft und Infrastruktur

### Wirtschaftsstruktur
Traditionell ist der Ort landwirtschaftlich geprägt. Seit dem Zweiten Weltkrieg gaben jedoch immer mehr Bewohner die Landwirtschaft auf, um in Industrie und Handel zu arbeiten. In der heutigen Zeit gibt es keinen hauptberuflichen Landwirt mehr in Oberweidbach, jedoch noch einige Familien, die die Landwirtschaft nebenberuflich betreiben.
In Oberweidbach gibt es mehrere kleine mittelständische Betriebe.

### Verkehr
Neben dem Schulbusverkehr gibt es nur einen sehr geringen öffentlichen Personennahverkehr, so dass nahezu alle Einwohner auf den Individualverkehr angewiesen sind.
Oberweidbach liegt an der viel befahrenen Bundesstraße 255, die das Rheinland mit der in Richtung Kassel führenden Bundesstraße 3 verbindet.